# 고와 (1381년)
고와(弘和, こうわ)는 일본 남북조 시대의 연호(元号) 중 하나이다. 남조에서 사용되었다.
- 전후 : 덴주(天授) 이후 - 겐추(元中) 이전.
- 시기 : 1381년 ~ 1383년
- 천황
  - 남조 : 조케이 천황, 고카메야마 천황
  - 북조 : 고엔유 천황, 고코마쓰 천황
- 쇼군 : 무로마치 막부의 아시카가 요시미쓰

## 개원(改元)
- 덴주 7년 2월 10일(율리우스력 1381년 3월 6일), 신유혁명에 해당해 개원.
- 고와 4년 4월 28일(율리우스력 1384년 5월 18일), 겐추로 개원된다.

## 서력과의 대조표
| 고와 | 원년          | 2년          | 3년          | 4년         |
| ---- | ------------- | ------------ | ------------ | ----------- |
| 서력 | 1381년        | 1382년       | 1383년       | 1384년      |
| 북조 | 에이토쿠 원년 | 에이토쿠 2년 | 에이토쿠 3년 | 시토쿠 원년 |
| 간지 | 신유          | 임술         | 계해         | 갑자        |

## 같이 보기
- 일본의 연호 일람

| 이전 덴주 | 일본 남조의 연호 1381년 ~ 1384년 | 다음 겐추 |